# Меріадок Брендіцап
Меріадок Брендіцап, варіант перекладу Меріадок Брендібак (англ. Meriadoc Brandybuck), зменшена форма імені «Меррі» (англ. Merry) — один з головних персонажів «Володаря Перснів» Дж. Р. Р. Толкіна, гобіт, один з членів Братства Персня. Був прозваний «Чудовим» (англ. the Magnificent).

## Етимологія імені
Прізвище Brandybuck складається з двох коренів: brandy походить від назви річки Брендівинна (англ. Brandywine), до того ж елемент бренді означає кордон або межа; buck — походить від староанглійського bucc («олень») або bucca («козел», «цап»).
Справжнє ім'я Меріадока звучало як «Калімак», скорочено «Калі» (англ. Calimac, Cali), що на вестроні означає «веселий», «життєрадісний». Дж. Толкін, «перекладаючи давні тексти», адаптував його для англійського читача як Merry (від англ. merry — «веселий»).
Зазначають, що ім'я «Меріадок» може бути алюзією на бритського воїна Конана Меріадока, легендарного засновника дому де Роган у Бретані, звідси й інші зв'язки Меррі з Роганом у Середзем'ї.

## Біографія і участь у «Володарі Перстенів»
Меріадок Брендіцап народився 2982 року Третьої епохи Середзем'я в родині Господаря Цапова Краю Сарадока Брендіцапа і Есмеральди Тук; таким чином, він — двоюрідний брат Переґріна Тука, родич Більбо і Фродо Торбинів по материнській лінії.
Приблизно 2999 року Т. Е., за два роки до відходу Більбо із Ширу, Меріадок випадково став свідком надзвичайних здібностей Більбо Торбина. Бувши за натурою обережним, він за власним бажанням вирішує допомогти Фродо.

## Письменницька діяльність
Меріадок Брендіцап відомий також як автор ботанічного компедіуму «Травознавство Ширу», а також праць з історії та генеалогії — «Числення років», «Старовинні імена і назви Ширу» тощо.